# CDs
CDs（シーディーズ）は、音楽家・原口沙輔によって主催された日本のレコードレーベル（インディーズ）、コレクティブ。

## 概要
名称の由来は、「既存のレーベル（レコード）の時代を終わらせ新たな時代（CD）の主流を作る」という基本姿勢から。
主催者の原口は「面白いことを出来ている人達があまりにも適当に扱われている」としながら、既存の業界内でのクリエイターに対する姿勢や、イベントブッキングに関する問題点を指摘しており、業界の既存の仕組みを「一度壊す必要がある」として団体を立ち上げた。
「出入りの激しいグループ」であると原口は語っており、20人から30人が入れ代わり立ち代わりながら参加している。
参加が確認されているアーティストの多くがボカロPであるが、音楽制作者のみに留まらず映像制作者やVtuberなど多岐に渡る。

## 主なアーティスト
- 原口沙輔

主催者。『ユレ弧』（2024年6月5日）以降にリリースされたアルバムのジャケットには本レーベルのロゴ表記がある。
- 長谷川迷子
- フロクロ
- higma
- eins
- なみぐる
- すずめのめ
- ァネイロ
- melonade
- マサラダ
- 市松寿ゞ謡
- 木葉はづく
- Namitape
- おし怪
- bondbond
- Sober Bear
- factal
- Potiko
- 握り拳
- norimaro
- jumango
- MIDy
- yuigot
- 式部めぐり
- Bivi
- 電ǂ鯨
- そゐち
- HIRO
- mintoll
- フジタマサヒロ
- Saku
- 三面相
- 四度寝
- Talich Helfen
- kusumu
- 綿菓子かんろ
- 三関健斗

## かつての所属アーティスト
- 読谷あかね

2025年2月1日、自身のブログで脱退を表明した。
- えいりな刃物

読谷あかねと同日付で脱退を表明。

## リリース
- アルバム

『lite to. flac』(2025年3月23日)
『イ三』(2025年リリース予定)
- シングル

『可愛くてごめん (rework by CDs)』(2024年7月22日)
『NOMELON NOLEMON - どうにかなっちゃいそう！(rework by CDs)』(2024年08月08日)
『Hello, Morning (rework by CDs)』(2025年1月27日)

## 出演
- 2024年12月22日 Beyond the Display（表参道WALL&WALL）
- 2025年01月16日 "Finder"（SPREAD）
- 2025年1月18日『#NEOMIX powered by #ASOBINOTES』（新宿カブキhall）
- 2025年1月18日 爆誕後夜祭2025（CLUB CITTA`）
- 2025年3月23日 テトライブ2025（duo MUSIC EXCHANGE）
- 2025年6月21日 "DJs for anywere 001"（No Free Coffee Japan）
- 2025年8月16日 GOLD DISC（ZEROTOKYO）

## 評価
総合カルチャーサイトReal Soundは「総じて非常に実験的なクリエイションが本クルーの最たる特徴」としながら「その活動からは、いい意味で非常に奔放な創作スタイルが見て取れ、ゆえに聞き手はもちろん、作り手すらも何が飛び出すかわからない、制御不能な一面が、大勢の興味を強く惹きつける集団ともなっている」とした。
一方でボカロPであるSakuは、自身のサイト内において、初期にCDsが掲げていた「We Are Art Terrorist Groups」というスローガンを疑問視しながら批判した。